# Forcipomyia sphagnophila
Forcipomyia sphagnophila är en tvåvingeart som beskrevs av Jean-Jacques Kieffer 1925. Forcipomyia sphagnophila ingår i släktet Forcipomyia och familjen svidknott. Inga underarter finns listade i Catalogue of Life.